# Saint-Laurent-en-Beaumont
Pour les articles homonymes, voir Saint-Laurent.
Saint-Laurent-en-Beaumont est une commune française située dans le département de l'Isère en région Auvergne-Rhône-Alpes.

## Géographie

### Situation et description
Le village de Saint-Laurent-en-Beaumont est située dans le Beaumont, dans l'ancien canton de Corps, dans la partie méridionale du département de l'Isère.

### Communes limitrophes
| Siévoz                 | Siévoz, Valbonnais        | Valbonnais               |
|                        | Saint-Laurent-en-Beaumont | Saint-Michel-en-Beaumont |
| Saint-Pierre-de-Méaroz | La Salle-en-Beaumont      | La Salle-en-Beaumont     |

### Hydrographie
La partie septentrionale du territoire de la commune est bordée par la Bonne, un affluent du Drac.

### Climat
Pour des articles plus généraux, voir Climat d'Auvergne-Rhône-Alpes et Climat de l'Isère.
En 2010, le climat de la commune est de type climat de montagne, selon une étude du Centre national de la recherche scientifique s'appuyant sur une série de données couvrant la période 1971-2000. En 2020, Météo-France publie une typologie des climats de la France métropolitaine dans laquelle la commune est exposée à un climat de montagne ou de marges de montagne et est dans la région climatique  Alpes du sud, caractérisée par une pluviométrie annuelle de 850 à 1 000 mm, minimale en été. 
Pour la période 1971-2000, la température annuelle moyenne est de 8,7 °C, avec une amplitude thermique annuelle de 17,1 °C. Le cumul annuel moyen de précipitations est de 1 004 mm, avec 9,2 jours de précipitations en janvier et 6,1 jours en juillet. Pour la période 1991-2020, la température moyenne annuelle observée sur la station météorologique de Météo-France la plus proche, « La Mure-radome », sur la commune de La Mure à 6 km à vol d'oiseau, est de 8,5 °C et le cumul annuel moyen de précipitations est de 948,6 mm,. Pour l'avenir, les paramètres climatiques de la commune estimés pour 2050 selon différents scénarios d'émission de gaz à effet de serre sont consultables sur un site dédié publié par Météo-France en novembre 2022.

### Voies de communication et transports
La route nationale 85 (RN 85) qui relie Gap à Grenoble, connue également sous l'appellation de Route Napoléon traverse la commune selon un axe nord-sud.
La commune est desservie par deux lignes régulières de bus, reliant les villes de Grenoble et Gap.

### Lieux-dits et écarts
Malbuisson
Plafin, 
les Rieux, 
le Sert, 
les Miards,
Chardenot,
les Terrasses,
Charlaix,
les Égats,
Les Meyers,
Font Vieille,
le Bourg,
le Bois du Prieur,
la Citadelle,
Villelonge,
les Frezons,
le Cotillon,
Chalméane,
la Forane,
les Ailloux,

## Urbanisme

### Typologie
Au 1er janvier 2024, Saint-Laurent-en-Beaumont est catégorisée commune rurale à habitat dispersé, selon la nouvelle grille communale de densité à sept niveaux définie par l'Insee en 2022.
Elle est située hors unité urbaine et hors attraction des villes,.

### Occupation des sols
L'occupation des sols de la commune, telle qu'elle ressort de la base de données européenne d’occupation biophysique des sols Corine Land Cover (CLC), est marquée par l'importance des forêts et milieux semi-naturels (59,5 % en 2018), une proportion sensiblement équivalente à celle de 1990 (58,7 %). La répartition détaillée en 2018 est la suivante : 
forêts (48,8 %), zones agricoles hétérogènes (28,5 %), milieux à végétation arbustive et/ou herbacée (10,7 %), prairies (9,4 %), terres arables (2,6 %). L'évolution de l’occupation des sols de la commune et de ses infrastructures peut être observée sur les différentes représentations cartographiques du territoire : la carte de Cassini (XVIIIe siècle), la carte d'état-major (1820-1866) et les cartes ou photos aériennes de l'IGN pour la période actuelle (1950 à aujourd'hui).

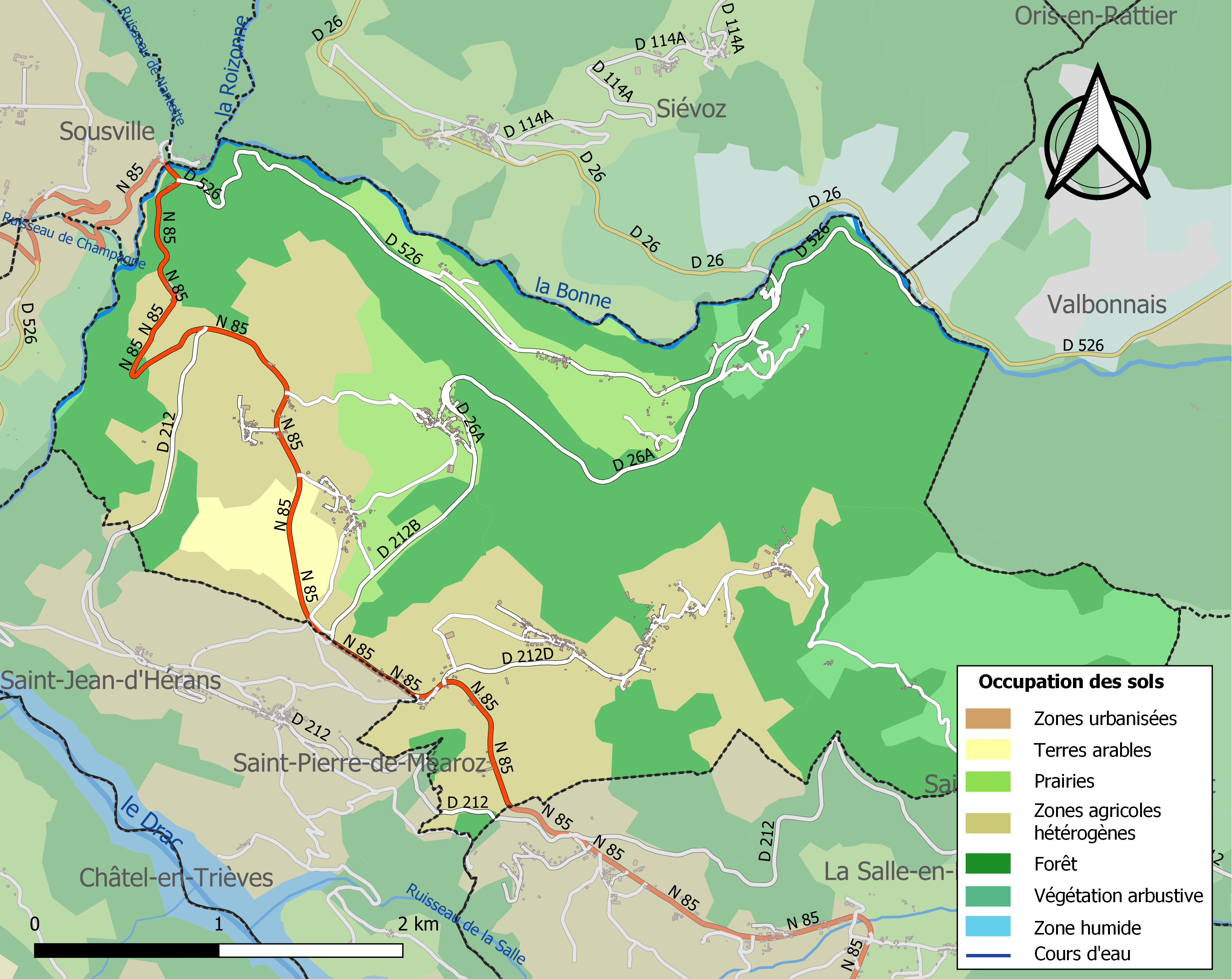
Carte des infrastructures et de l'occupation des sols de la commune en 2018 (CLC).

### Risques naturels et technologiques

#### Risques sismiques
L'ensemble du territoire de la commune de Saint-Laurent-en-Beaumont est situé en zone de sismicité n°3 (sur une échelle de 1 à 5), comme la plupart des communes de son secteur géographique. Elle se situe cependant au sud de la limite d'une zone sismique classifiée de « moyenne ».
| Type de zone | Niveau            | Définitions (bâtiment à risque normal) |
| ------------ | ----------------- | -------------------------------------- |
| Zone 3       | Sismicité modérée | accélération = 1,1 m/s2                |

## Politique et administration

### Liste des maires
| Période                                  | Période  | Identité            | Étiquette | Qualité                    |
| ---------------------------------------- | -------- | ------------------- | --------- | -------------------------- |
| 2001                                     | 2020     | Jean-Louis Richiero | DVD       | Retraité Fonction publique |
| 2020                                     | En cours | Jean-Luc Garnier    |           |                            |
| Les données manquantes sont à compléter. |          |                     |           |                            |

## Population et société

### Démographie
L'évolution du nombre d'habitants est connue à travers les recensements de la population effectués dans la commune depuis 1793. Pour les communes de moins de 10 000 habitants, une enquête de recensement portant sur toute la population est réalisée tous les cinq ans, les populations de référence des années intermédiaires étant quant à elles estimées par interpolation ou extrapolation. Pour la commune, le premier recensement exhaustif entrant dans le cadre du nouveau dispositif a été réalisé en 2004.

En 2022, la commune comptait 419 habitants, en évolution de −10,09 % par rapport à 2016 (Isère : +3,07 %, France hors Mayotte : +2,11 %).
| 1793 | 1800 | 1806 | 1821 | 1831 | 1836 | 1841 | 1846 | 1851 |
| ---- | ---- | ---- | ---- | ---- | ---- | ---- | ---- | ---- |
| 697  | 602  | 660  | 714  | 775  | 847  | 815  | 848  | 869  |

| 1856 | 1861 | 1866 | 1872 | 1876 | 1881 | 1886 | 1891 | 1896 |
| ---- | ---- | ---- | ---- | ---- | ---- | ---- | ---- | ---- |
| 766  | 776  | 766  | 749  | 747  | 764  | 728  | 677  | 668  |

| 1901 | 1906 | 1911 | 1921 | 1926 | 1931 | 1936 | 1946 | 1954 |
| ---- | ---- | ---- | ---- | ---- | ---- | ---- | ---- | ---- |
| 623  | 594  | 581  | 553  | 528  | 468  | 426  | 360  | 377  |

| 1962 | 1968 | 1975 | 1982 | 1990 | 1999 | 2004 | 2006 | 2009 |
| ---- | ---- | ---- | ---- | ---- | ---- | ---- | ---- | ---- |
| 419  | 386  | 277  | 307  | 282  | 372  | 372  | 372  | 436  |

| 2014 | 2019 | 2022 | - | - | - | - | - | - |
| ---- | ---- | ---- | - | - | - | - | - | - |
| 451  | 429  | 419  | - | - | - | - | - | - |

### Enseignement
Saint Laurent-en-Beaumont est rattachée à l'académie de Grenoble. Les élèves de la commune commencent leur scolarité à l'école primaire communale, qui accueille 35 enfants en 2022.

### Cultes
La communauté catholique et l'église paroissiale de Saint-Laurent-en-Beaumont (propriété de la commune) dépendent de la paroisse Saint Pierre Julien Eymard qui rassemble un grand nombre de villages autour de la cité de La Mure. Cette paroisse est rattachée au diocèse de Grenoble-Vienne.

### Médias
Historiquement, le quotidien régional Le Dauphiné libéré qui consacre, chaque jour, y compris le dimanche, dans son édition Romanche et Oisans, un ou plusieurs articles à l'actualité de la communauté de communes, du canton, ainsi que des informations sur les éventuelles manifestations locales.
La commune est située sur l'aire de diffusion de radio Ici Isère, une radio publique qui émet sur tout le territoire du département de l'Isère.

## Culture locale et patrimoine

### Lieux et monuments

#### Patrimoine religieux
La commune de Saint-Laurent-en-Beaumont est dotée d'une église paroissiale, consacré à Saint-Laurent, située au bourg, et de chapelles : chapelle dite de l'Ave-Maria de Malbuisson, Chapelle du hameau de Chardenot, chapelle Notre-Dame-de-la-Salette de Charlaix (propriété privée).

### Héraldique
|  | Saint-Laurent-en-Beaumont possède des armoiries dont l'origine et le blasonnement exact ne sont pas disponibles. |

### Fait divers
Le 18 août 2019, le roi et la reine de Suède s'arrêtent sur le parking d'une pizzeria de la commune. La reine Sylvia commande une pizza à emporter. Le restaurant prend une photo et un salarié est interviewé par une radio. L'information fait alors le tour des médias nationaux et européens,,.